# Nguyễn Thế Lộc
Nguyễn Thế Lộc là tướng Nhà Trần trong lịch sử Việt Nam. Ông tham gia vào cuộc chiến chống quân Nguyên Mông lần thứ 2 và lần thứ 3.

## Tiểu sử
Nguyễn Thế Lộc người dân tộc Tày, không rõ sinh và mất năm nào.
Khi quân Nguyên-Mông xâm lược Đại Việt lần 2 (năm 1285), Nguyễn Thế Lộc chỉ huy cánh quân ở châu Ma Lục (Lạng Sơn),giúp đỡ cho Nguyễn Thế Lộc là một thủ lĩnh người Tày khác tên Nguyễn Lĩnh. Mùa hè năm 1285, quân Trần phản công quân Nguyên chiếm lại Thăng Long. Quân Nguyên bỏ chạy về nước kéo theo là tên phản quốc Trần Kiện. Quân Trần truy kích quân Nguyên đến biên giới, Trần Hưng Đạo lại phái một gia nô của mình là Nguyễn Địa Lô đến giúp đỡ Thế Lộc, một số tài liệu cho rằng Nguyễn Địa Lô đã bắn chết Trần Kiện, một số tài liệu khác lại cho rằng chính Nguyễn Thế Lộc đã dùng tên độc giết chết Chương Hiến Hầu Trần Kiện (con thứ của Tĩnh Quốc Đại Vương Trần Quốc Khang).
Cuối năm 1287, quân Nguyên sang đánh Đại Việt lần thứ ba. Đạo quân chủ lực của Thoát Hoan đi đường châu Tư Minh vượt qua biên giới, tiến vào Thăng Long. Tháng chạp năm đó, Lê Tắc và Lê An mang 5000 quân hộ tống con Trần Ích Tắc là Trần Dục mới 9 tuổi theo đúng đường đại quân Thoát Hoan đã đi. Nguyễn Thế Lộc chỉ huy cánh quân phục kích ở ải Nội Bàng. Cánh quân của Lê Tắc rơi vào trận phục kích bị tổn thất nhưng vẫn tiến qua biên giới. Nguyễn Thế Lộc bao vây, Lê Tắc phải dựa vào sông Lục Nam để bày trận chống trả. Nguyễn Thế Lộc khi bao vây chừa lại hướng bắc và vây chặt hai mặt. Lê Tắc và Lê An chống cự không nổi nên theo hướng bắc quay lại biên giới. Cánh quân của Lê Tắc chạy thoát về Nguyên đúng ngày Tết năm Mậu Tý (1288) còn chưa đầy 100 người.

## Trong văn hóa
Tên ông được đặt cho con đường ở Phường 12, quận Tân Bình, Thành phố Hồ Chí Minh, con đường ở phường Hoàng Văn Thụ, Thành phố Lạng Sơn, tỉnh Lạng Sơn và
con đường ở quận Sơn Trà, thành phố Đà Nẵng
Nguyễn Thế Lộc xuất hiện trong tiểu thuyết Lá cờ thêu sáu chữ vàng của nhà văn Nguyễn Huy Tưởng. Trong tiểu thuyết, Nguyễn Thế Lộc là chủ trại Ma Lục, nhận làm anh em (kết nghĩa) với Hoài Văn hầu Trần Quốc Toản, cùng nhau chiến đấu chống quân Nguyên, bắn chết phản thần Trần Kiện.